# Société Petőfi
La Société Petőfi (en hongrois : Petőfi Társaság) est un cercle littéraire hongrois nommé en l'honneur de Sándor Petőfi qui a fonctionné entre 1876 et 1944.

## Histoire
Fondé par Sándor Balázs (hu), Károly Éjszaki (hu), József Komócsy (hu), Gusztáv Lauka (hu), Tamás Szana (hu) et Ede Szigligeti, La première assemblée publique de la Société a eu lieu le 1er janvier 1876 dans le hall de l'Académie hongroise des sciences
La Société Petőfi conquiert rapidement un public nombreux et gagne en popularité par ses lectures soigneusement choisies bien qu’elle ne dispose pas, au départ, de sa propre salle où tenir ses réunions de lecture mensuelles. Par la suite, l'Académie hongroise des sciences par l’intermédiaire de son président le comte Menyhért Lónyay met gracieusement à disposition de la Société des locaux où elle tient des séances de lectures publics les deuxièmes dimanches de chaque mois.

## Présidents de la Société
- Mór Jókai (1876-1903)
- Ferenc Herczeg (1904-1919)
- Gyula Pekár (hu) (1920-1936)
- Elemér Császár (hu) (1937-1939)
- Gyula Kornis (hu) (1940-1944)

## Sources
- József Bokor: "Petőfi-társaság" in A Pallas nagy lexikona. Arcanum: FolioNET (1893–1897, 1998.).  (ISBN 963 85923 2 X)
- Berei Andor & Co.: Új magyar lexikon V. (Mf–R), Budapest: Akadémiai, 1962